# Thladiantha dubia
Espèce
Thladiantha dubia (Thladianthe douteuse) est une espèce de plante à fleurs de la famille des Cucurbitaceae. Ce sont des plantes herbacées grimpantes, originaire du nord-est de la Chine.

## Étymologie
Le nom générique Thladiantha a été forgé par Bunge à partir de deux racines grecques : thladias, eunuque, et anthos, fleur, qui évoqueraient la première impression de l'auteur que les fleurs seraient incapables de produire des fruits.
L'épithète spécifique, dubia, est un adjectif latin signifiant « douteuse ».

## Distribution et habitat
L'aire de répartition de Thladiantha dubia comprend le nord-est de la Chine (Gansu, Hebei, Heilongjiang, Jilin, Liaoning, Ningxia, Shaanxi, Shandong, Shanxi, Sichuan) et la Corée.
L'espèce est naturalisée au Japon, en Europe centrale et orientale (Allemagne, Autriche, Roumanie), et dans le nord-est de l'Amérique du Nord : États-Unis (Illinois, Massachusetts, Maine, New Hampshire, New York), Canada (Manitoba, Ontario, Québec).
Dans sa région d'origine, la plante préfère les bordures forestières et les vallées, entre 300 et 1800 mètres d'altitude.
La plante est classée parmi les mauvaises herbes au Canada, ainsi qu'aux États-Unis où elle figure dans la liste des mauvaises herbes établie par la Weed Science Society of America (WSSA).

## Description

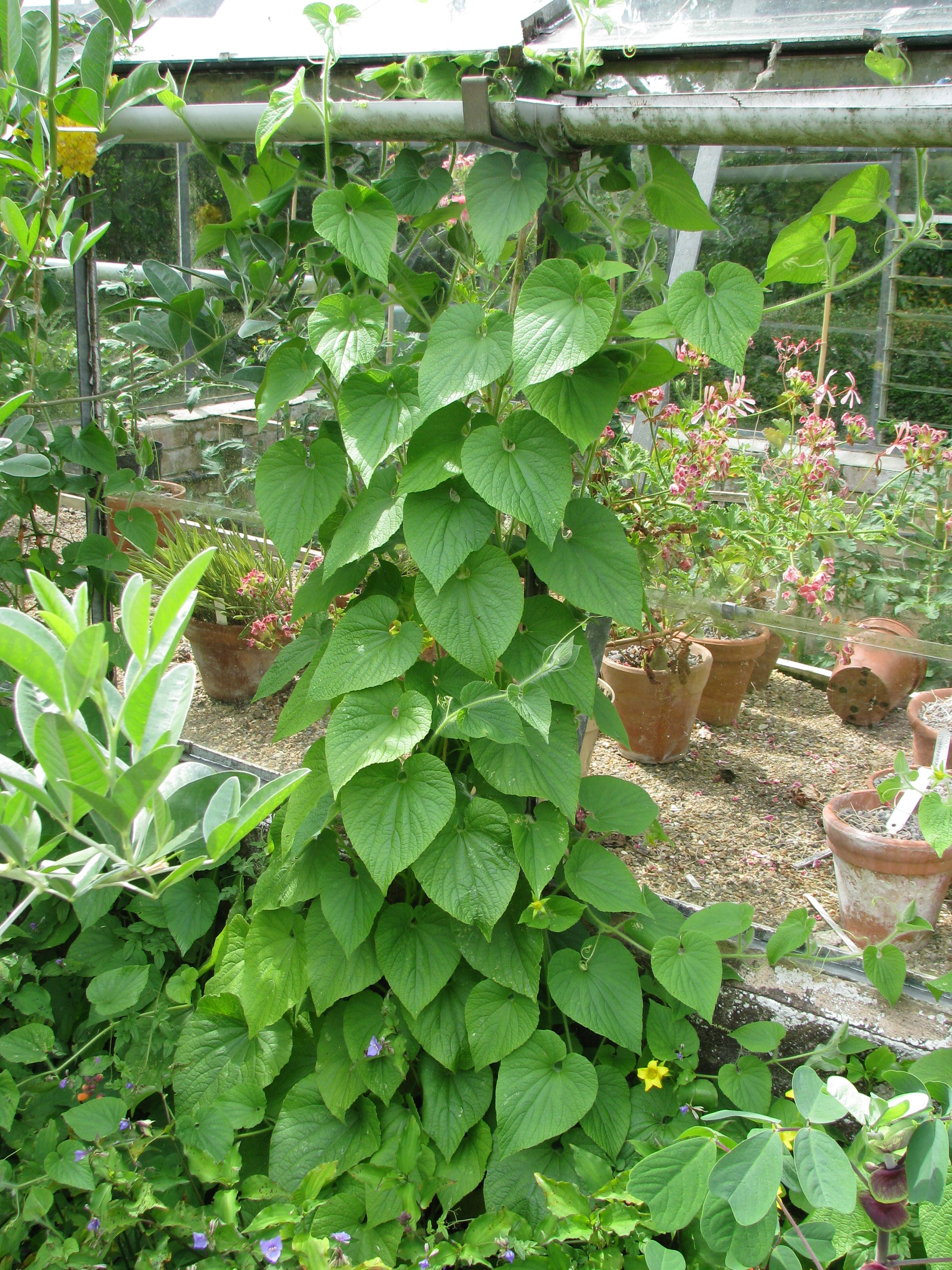
Aspect général de la plante.

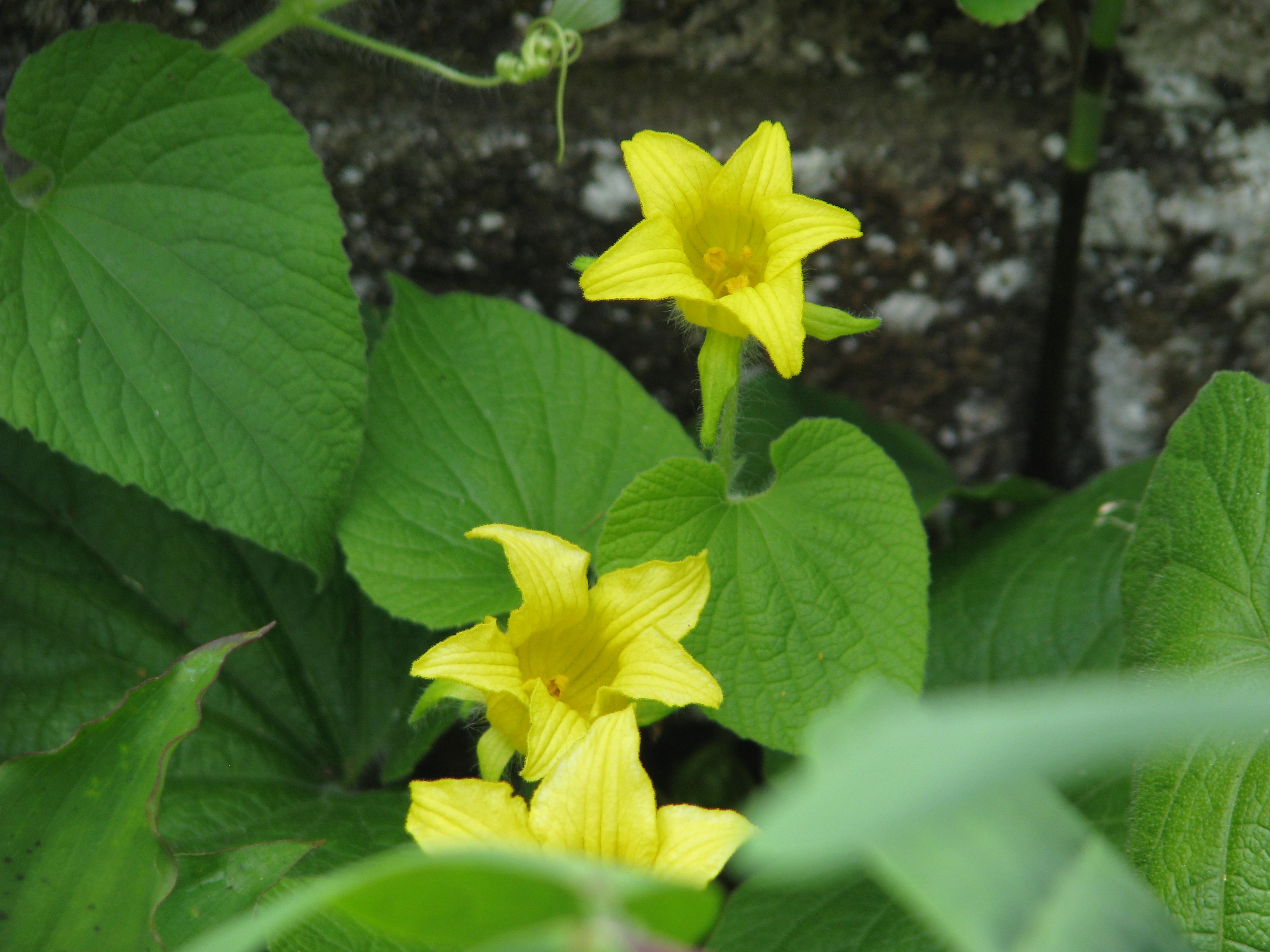
Fleurs.

Thladiantha dubia est une plante herbacée grimpante, vivace par ses tubercules semblables à des pommes de terre. C'est une espèce dioïque, c'est-à-dire à pieds mâles et femelles distincts. Au Canada, il n'existe que des pieds mâles, qui se reproduisent végétativement par les tubercules.
La plante, à croissance rapide, peut atteindre deux mètres de haut. Les tiges, minces et robustes, à section anguleuse, s'accrochent aux supports à l'aide de vrilles simples qui naissent à l'aisselle des feuilles.
Les feuilles, alternes, entières, peuvent atteindre 15 cm de long.
Le limbe, à bords irrégulièrement dentés, est de forme ovale à la base profondément cordée et à la pointe brièvement acuminée. Les deux faces sont pubescentes, à poils rêches sur les nervures.
Les fleurs, à corolle jaune vif, de 7 à 8 mm de diamètre, sont généralement solitaires.
Les fleurs mâles ont 5 étamines, dont une libre. Les fleurs femelles ont un ovaire à style trifide aux stigmates bilobés.
Les fruits, ovales-oblongs ont environ 5 cm de long, et sont de couleur jaune-orangé à maturité. Ils contiennent des graines noires, ovales de 4 mm de long environ.

## Pollinisation
Thladiantha dubia est pollinisée par des insectes. En Asie, la pollinisation des différentes espèces de Thladiantha spp. est assurée par des abeilles du genre Ctenoplectra (Apidae), dont on pense qu'elles ont coévolué avec les plantes.

## Utilisation
La plante est parfois cultivée comme plante ornementale.
Les fruits, les graines et les racines sont utilisés en médecine populaire.
La graine serait un tonique cardiaque et un astringent. La racine aurait des propriétés cholagogues, diurétiques et galactologues.